# Tlatoani di Texcoco
Elenco dei tlatoque che governarono l'altepetl precolombiano di Texcoco.

## Periodo pre-coloniale
| Tlatoani                                                  | Immagine | Nascita                                                                     | Morte                                | Note                                                |
| --------------------------------------------------------- | -------- | --------------------------------------------------------------------------- | ------------------------------------ | --------------------------------------------------- |
| Quinatzin Tlaltecatzin                                    |          | figlio di Nopaltzin                                                         |                                      |                                                     |
| Techotlalatzin                                            |          | figlio di Quinatzin                                                         |                                      |                                                     |
| Ixtlilxochitl Ome Tochtli                                 |          | figlio di Techotlalatzin                                                    |                                      |                                                     |
| Acolmiztli Nezahualcóyotl 4 canna (1431) – 6 selce (1472) |          | 1 coniglio (1402) figlio di Ixtlilxochitl e Matlalcihuatzin di Tenochtitlán | 6 selce (1471)                       |                                                     |
| Nezahualpilli 6 selce (1472) – 10 canna (1515)            |          | 11 selce (1464) figlio di Nezahualcóyotl                                    | 10 canna (1515)                      | Alcune fonti riportano sia sparito invece che morto |
| Cacamatzin 11 selce (1516) – 2 selce (1520)               |          | figlio di Nezahualpilli e di una figlia di Cacamatzin di Tenochtitlán       | 2 selce (1520) Ucciso dagli spagnoli |                                                     |

## Periodo coloniale
| Tlatoani                                                             | Nascita | Morte                                              | Note |
| -------------------------------------------------------------------- | ------- | -------------------------------------------------- | ---- |
| Coanacoch 3 casa (1521) – 6 selce (1524)                             |         | 6 selce (1524) Acalan Giustiziato da Hernán Cortés |      |
| Tecocoltzin 6 selce (1524) – 7 casa (1525)                           |         | 7 casa (1525)                                      |      |
| Fernando de Cortés Ixtlilxochitl 8 coniglio (1526) – 13 canna (1531) |         | 13 canna (1531)                                    |      |
| Carlos Ometochtzin 13 canna (1531) – 8 canna (1539)                  |         | 8 canna (1539) Arso vivo per idolatria             |      |
| Antonio Pimentel Tlahuitoltzin 9 selce (1540) – 7 selce (1564)       |         | 7 selce (1564)                                     |      |